# Helm Gotthard Barner-Carisius
Helm Gotthard Barner-Carisius, født Barner (10. maj 1791 på Algestrup – 5. juli 1851 i Klampenborg) var en dansk godsejer.
Han var søn af ejer af Algestrup og Egemarke, kammerjunker Leopold Theodor Barner og Regitze Sophie Krabbe, blev 1812 student, privat dimitteret, 1818 cand.jur., volontør i Rentekammeret, 1820 auskultant i Rentekammeret, 23. december samme år kammerjunker, 1841 fuldmægtig i Vejkontoret og fik 20. marts 1846 afsked, da han overtog substitutionen (fideikommisset) for stamhuset Constantinsborg. Ved samme lejlighed fik han bevilling til at føje navnet Carisius til slægtsnavnet Barner. 25. juni samme år blev han kammerherre.
Han ægtede 22. december 1826 i Vartov Kirke Johanne Kristine Johnsen (5. maj 1793 – 7. marts 1844 i København).